# Nguyễn Hùng Anh
Andrey Hungovich Nguyen (tên tiếng Việt: Nguyễn Hùng Anh; sinh ngày 10 tháng 12 năm 1998), là một cầu thủ bóng đá người Nga gốc Việt thi đấu ở tiền vệ.

## Sự nghiệp
Năm 2019, anh chuyển đến Việt Nam thi đấu cho Hải Phòng.